# Frank O'Connor
Pour les articles homonymes, voir O'Connor.
Frank O'Connor est un acteur, réalisateur, scénariste et producteur américain né le 11 avril 1881 à New York et mort le 22 novembre 1959 à Los Angeles (Californie) des suites d'une longue maladie.

## Biographie
De 1915 à 1958, il apparut en tant qu'acteur dans plus de 600 films.
Durant les années 1920, il fut le réalisateur d'une vingtaine de longs ou moyens métrages.

## Filmographie partielle

### Comme acteur
- 1931 : Ladies' Man de Lothar Mendes (non crédité)
- 1932 : 4 de l'aviation (The Lost Squadron) de George Archainbaud
- 1933 : Moi et le Baron (Meet the Baron) de Walter Lang
- 1933 : The Chief de Charles Reisner
- 1935 : Le Gondolier de Broadway (Broadway Gondolier) de Lloyd Bacon
- 1935 : Code secret (Rendezvous) de William K. Howard
- 1936 : Touchez pas à la chnouf (Reefer Madness) de Louis Gasnier
- 1936 : Gardez-les sous les verrous (Don't Turn 'em Loose) de Benjamin Stoloff
- 1937 : On Again-Off Again d'Edward F. Cline
- 1937 : Forty Naughty Girls d'Edward F. Cline
- 1939 : The Day the Bookies Wept de Leslie Goodwins
- 1941 : L'Échappé de la chaise électrique (Man Made Monster) de George Waggner
- 1941 : Hurry, Charlie, Hurry de Charles E. Roberts
- 1942 : Le Voleur de cadavres (The Corpse Vanishes) de Wallace Fox
- 1943 : Dangerous Blondes de Leigh Jason
- 1943 : La Nuit sans lune (The Moon Is Down) d'Irving Pichel
- 1947 : Dernière lune de miel (Lost Honeymoon) de Leigh Jason
- 1947 : J'accuse cette femme (Mr. District Attorney) de Robert B. Sinclair
- 1949 : L'Homme de main (Johnny Allegro) de Ted Tetzlaff
- 1949 : King of the Rocket Men de Fred C. Brannon
- 1954 : Trois Heures pour tuer (Three Hours to Kill) d'Alfred L. Werker
- 1955 : Top Gun de Ray Nazarro
- 1957 : Le Jugement des flèches (Run of the Arrow) de Samuel Fuller

### comme réalisateur
- 1921 : Everything for Sale (en)
- 1921 : Mur mitoyen (A Virginia Courtship)
- 1925 : The Lawful Cheater
- 1925 : Free to Love
- 1926 : Devil's Island

### comme producteur
- 1930 : Call of the Circus (it)